# Sự phẫn nộ của người mẹ
Sự phẫn nộ của người mẹ (Hangul: 엄마가 뿔났다; English: Mom's Dead Upset, Angry Mom and Mom Has Grown Horns) là phim truyện dài tập của Hàn Quốc sản xuất năm 2008 với sự tham gia của  Kim Hye-ja, Lee Soon-jae, Baek Il-seob,Shin Eun-kyung, và Ryu Jin. Phim dài 66 tập, được chiếu trên kênh KBS2 thứ bảy và chủ nhật hàng tuần từ 2/2 đến 28/11/2008. Phim đạt kỉ lục về rating, cao nhất là 42,7% ở tập chiếu ngày 21/11.
Kim Hye-ja đóng vai 1 phụ nữ trung niên tìm lại chính mình bằng kì nghỉ kéo dài cả năm và tuyên bố không liên quan đến việc gia đình sau khi giành cả đời làm bà nội trợ chăm sóc 3 đứa con, chồng và bố chồng. Sự thể hiện của bà giành giải Daesang tại giải KBS Drama Awards 2008 và giải Baeksang Arts Awards 2009.
Tại Việt Nam, phim được phát sóng vào năm 2009 trên kênh VTV3, Đài Truyền hình Việt Nam.

## Nội dung

### Youngil (con trai thứ 2)
Youngil yêu Miyeon, và khiến cô có bầu. Youngil rất sợ chuyện này, và quyết định không chịu trách nhiệm. Việc Miyeon đến nhà họ Na khi mang bầu tháng thứ 8 đã gây nên cú sốc lớn. Miyeon đẻ con trai, đặt tên Ilseong và chuyển đến nhà họ Na sống. Ngay sau đó, Youngil và Miyeon kết hôn và sống hạnh phục dù có khởi đầu không thuận lợi.
Hanja không vui vì sự thay đổi đột ngột này trong cuộc đời bà, và thấy xấu hổ về những lời bàn tàn về đứa cháu trai ngoài giá thú. Nhung bà dần chấp nhận mọi chuyện và thấy điều này cũng tốt. Miyeon trở thành con dâu và là một phần trong gia đình.

### Youngmi (con gái út)
Youngmi đã hẹn hò với Jung-hyun được 2 năm. Jung-hyun nghèo đến mức khi cưới nhau, họ sẽ cần phải thuê phòng trọ và sống nhờ tiền lương Youngmi nhưng Youngmi vẫn sẵn sàng chấp nhận cuộc sống hôn nhân khó khăn đó. Khi cô kể cho mẹ về Jung-hyun, bà phản đối kịch liệt nhưng khi thấy Jung-hyun cũng không tệ như mình nghĩ, bà có tình cảm với anh hơn. Youngmi bảo mẹ có phần không sâu sắc và bà cũng thừa nhận điều đó. Bà luôn nghĩ chẳng có gì sai khi không muốn con mình chịu cảnh nghèo khổ và biết rằng điều đó cay đắng thế nào.
Sau đó bộ phim tiết lộ Jung-hyun không hề nghèo mà trái lại cực kì giàu có, và anh giấu Youngmi điều này vì không muốn phụ nữ thích mình vì tiền. Youngmi cảm thấy cực kì bị xúc phạm vì bị lừa dối. Khi cô biết mẹ Jung-hyun phản đối cuộc hôn nhận vì không môn đăng hộ đối, cô quyết định giữ lòng tự trọng và chia tay với Jung-hyun. Cả hai đều đau khổ vì tình yêu kết thúc, và bố mẹ Youngmi cũng rất đau khổ vì con. Khi Jung-hyun phản ứng điều này bằng cách tuyệt thực trong 4 ngày, mẹ anh Euna đành nhượng bộ.
2 bên thông gia gặp một số khó khăn vì sự phân biệt giai cấp. Trong khi 2 ông bố rất thân thiện và tôn trọng nhau, 2 bà mẹ có vẻ khó chịu. Euna thấy mình thật nhân từ khi đồng ý cuộc hôn nhân, và liên tục hống hách với Hanja. Hanja, ngược lại, cũng không chịu bị sự giàu có nhà thông gia dọa dẫm.
Youngmi có khoảng thời gian khó khăn với mẹ chồng Euna, người luôn chỉ trích cô. Trước đám cưới, Euna đưa cô đi shopping và mua cho cô rất nhiều quần áo hàng hiệu mà không hỏi ý kiến của cô. Euna thậm chí còn đưa cô đi làm đẹp và cố bảo thợ cắt kiểu tóc ngắn Youngmi dù không hỏi ý cô. Youngmi thực sự mệt mỏi và bị choáng ngợp trước đám cưới quá sang trọng đến mức bị đau dạ dày ngay trong buổi lễ, và buộc phải hủy tuần trăng mật.
Sau khi cưới, Youngmi tiếp tục bị Euna dạy về kiểu cách và âm nhạc cổ điển. Mặc dù bị đối xử như một con búp bê để trưng diện, Youngmi vẫn luôn ngẩng cao đầu và vẫn rất yêu chồng.

### Youngsu (con gái cả)
Là một luật sư li hôn rất thành công, Youngsu là niềm tự hào của gia đình. Cô cực kì chân thành và có tính cách hơi hướng trừu tượng. Bị ảnh hưởng bởi những vụ li hôn mình từng nhận, cô vẫn ở độc thân và ở tuổi 36, cô bị coi là gái ế. Tuy nhiên, cô đang hẹn hò bí mật với Jong-won, 1 người đã li hôn và hơn cô 2 tuổi.
Cũng như cô, Jong-won không hứng thú với kết hôn vì sự đổ vỡ của cuộc kết hơn trước. Youngsu và Jongwon thường đùa rằng điều tuyệt vời nhất họ thích ở nhau là chẳng ai muốn cưới cả. Nhưng sau đó họ nhận ra tình yêu với đối phương và cuối cùng muốn đi đến hôn nhân.
Cản trở đầu tiên của họ là vợ cũ của Jongwon, Kyung-hwa. Cô đã lừa Jongwon trong suốt cuộc hôn nhân, và sau đó đòi li hôn. Tuy Jongwon không muốn vì lo cho con gái họ, Sora nhưng cuối cùng cũng đồng ý. Cả hai đều giữ bí mật chuyện của Kyung-hwa với bố mẹ. Giờ đây Kyung-hwa lại tha thiết muốn tái hợp với chồng cũ, và dùng con gái như cái cớ để tiếp cận và phá hỏng chuyện của anh với Youngsu. Cô thậm chí còn nói dối bố mẹ 2 bên rằng bị Jongwon lừa, và xin họ giúp cô tái hợp với Jongwon.
Mệt mỏi vì bị buộc tội sai là người không chung thủy, Jongwon kể sự thật cho bố mẹ 2 bên, rằng Kyung-hwa mới là người như vậy. Sau cuộc tranh cãi nảy lửa với bố mẹ về chuyện này, Kyung-hwa cố tự tử bằng đâm xe và bị gãy tay. Jongwon thăm cô trong bệnh viện và Kyunghwa nói rằng lý do duy nhất cô muốn tái hợp là vì cô muốn tìm người giống anh để kết hôn nhưng không có ai cả, và cô thấy anh có cả ngoại hình và tiền bạc. Cô thừa nhận không yêu anh, để anh đi và còn khuyến khích anh lấy Youngsu. Dù thế, Kyunghwa không chịu đi nơi khác mà còn chuyển đến sống cùng khu với Jongwon và Youngsu và tiếp tục phá đám họ.
Khi Hanja phát hiện việc hẹn hò của youngsu, bà rất vui và muốn con kết hôn sớm. Khi nghe con kể về chuyện li hôn và con riêng của jongwon, Hanja cực kì tức giận và phản đối kịch liệt. Khi Jongwon đến nhà họ Na chơi, bà đã thể hiện sự phản đối và còn đuổi cả youngsu. (Iseok, trái lại, có ấn tượng tốt với vẻ ngoài của Jongwon).
Cùng lúc đó, youngsu cũng gặp bố mẹ Jongwon và họ ngay lập tức yêu thích cô. Bà mẹ thích sự thẳng thắn của cô và ông bố thích cô vì cô không hề giống với Kyung-hwa. Mẹ jongwon muốn gặp Hanja, và mặc dù lúc đầu từ chối, về sau Hanja cũng chịu gặp. Sau khi họ gặp nhau, Hanja nhận thấy bà ấm áp và tốt bụng, và là mẹ chồng lý tưởng với Youngsu. Sau khi cáu tiết vì gặp phải mẹ chồng youngmi, Hanja còn biết ơn mẹ chồng Youngsu và chấp nhận cuộc hôn nhận.
Rắc rối vẫn chưa hết với Youngsu. Cô còn phải đối mặt với Sora, con gái 9 tuổi của jongwon, là 1 đứa trẻ áp đặt và thô lỗ. Eunsil, em họ Youngsu, còn linh cảm được nơi Sora cào mặt Youngsu.

## Vai diễn

### Gia đình Iseok
* Lee Soon-jae vai Na Choongbok
82 tuổi, người đứng đầu nhà họ Na, đã mất vợ và có ba con tên Ilseok ("cả"-seok), Iseok ("hai"-seok) và Samseok ("ba"-seok). Là một người khôn khéo và nhiệt tình. Rất trân trọng con dâu Hanja và quan tâm như con đẻ.
* Baek Il-seob vai Na Ilseok
62 tuổi, chồng Hanja. Là người ngọt ngào và ấm áp, hết lòng vì gia đình. Anh em sinh đôi với Iseok.
* Kim Hye-ja vai Kim Hanja 
62 tuổi, mẹ của 3 đứa con. Là bạn thời thơ ấu của Iseok và kết hôn với anh trai của Iseok, Ilseok. Do gả vào gia đình không có điều kiện, bà phải làm việc vất vả cả đời. Dù rất trân trọng người chồng tốt tính của mình, bà dần cảm thấy mệt mỏi với cuộc sống, và bắt đầu tự hỏi ý nghĩa của nó. Hanja thích đọc sách, và thấy rằng cả đời làm bà nội trợ không tương xứng với trí tuệ của mình. Ngoài ra, chuyện tình yêu tình báo của các con cũng khiến bà hết sức đau đầu.
* Shin Eun-kyung vai Na Youngsu (나영수)
Con gái cả của Hanja và Ilseok. Một luật sư chuyên về li hôn, 36 tuổi. Hững hờ với cuộc sống hôn nhân vì liên tục phải giải quyết các vụ li hôn, cô sống độc thân trong sự lo lắng của gia đình. Đang hẹn hò với một luật sư trong cùng công ty, 1 ông bố đã li hôn.
* Kim Jung-hyun (김정현) vai Na Youngil (나영일)
Con trai thứ hai của Hanja và Ilseok, 34 tuổi. Học dốt và trượt đại học. Là người thân thiện cởi mở nhưng nóng tính và vô trách nhiệm tùy tình huống. Youngil cũng gặp rắc rối về việc học dốt hơn các chị em gái. Có vợ hơn tuổi. Hiện làm chủ cửa hiệu giặt là.
* Kim Na-woon (김나운) vai Jang Miyeon (장미연)
Vợ Youngil, 39 tuổi. Yêu Youngil và có thai nhưng youngil không chịu trách nhiệm nên cô tự xử lý theo ý mình và đến nhà họ Na khi thai được 8 tháng. Sau khi sinh con trai, Ilseong, cô trở thành thành viên của gia đình. Yêu chồng nhưng hay quát anh như em trai. Là người vui vẻ, nói nhiều. Cử chỉ vui vẻ của cô biến mất khi nhắc lại thời thơ ấu buồn khổ.
* Lee Yoo-ri (이유리) vai Na Youngmi (나영미)
Con gái út của Hanja và Ilseok, 28 tuổi. Thông minh, ngọt ngào và ngoan ngoãn. Thường hiền lành và yếu đuối nhưng cũng đầy kiêu hãnh và cương quyết. Hiện đang làm cho công ty sản xuất sàn. Đã hẹn  hò với bạn trai Jung-hyun, 1 sinh viên nghèo được 2 năm. Cuối cùng phát hiện ra anh rất giàu có, là con trai chủ tịch công ty.
- Kang Boo-ja (강부자) vai Na Iseok (나이석)

Em gái sinh đôi của Ilseok, sinh sau ông 20 phút. Đã li hôn và sống với con gái, là hàng xóm sát vách của nhà Ilseok. Thích nhúng mũi vào chuyện nhà Ilseok, hay uống rượu và khóc lóc. Là một thợ may có khả năng, bà thường giúp công việc cho cửa hàng giặt là của Youngi
- Kim Ji-yoo (김지유) vai Choi Eunsil (최은실)

Sinh sau Youngmi 1 tháng, rất thân thiết với cô. Ở cùng mẹ sau khi bố mẹ li hôn dù bố cô thường bảo cô đến sống cùng ông ở Mỹ. Là một người vẽ truyện tranh và có khả năng tiên tri, điều khiến mẹ cô thấy sợ.

### Gia đình Samseok
- Kim Sang-joong (김상중) vai Na Samseok (나삼석)

Kém anh chị mình 15 tuổi, Samseok là bác sĩ phẫu thuật nổi tiếng. Ilseok và vợ đã cố gắng bằng mọi cách để nuôi dưỡng ông, bao gồm cả cắt tiền mua quần áo và sữa cho các con để đóng học phí cho ông. Iseok ngưỡng mộ Samseok từ lúc mới sinh, và quan tâm ông như con ruột. Mặc cho những sự hi sinh đó, Samseok có vẻ không thực sự biết ơn và quan tâm đến anh chị ruột của mình.
Samseok lấy một tiểu thư giàu có, và khá sợ vợ. Hiện định cư ở Boston. Ông bị giằng xé giữa cảm giác tội lỗi đối với anh chị và sự khinh miệt của vọ với gia đình bên nội.
- Ha Yoo-mi (하유미) vai Lee Jin-ah (이지나)

Vợ Samseok, 43 tuổi. Khinh bỉ đằng nhà chồng vì cảm thấy họ thấp kém hơn mình.shows them no consideration.

### Gia đình Jin-gyu
- Kim Yong-gun (김용건) vai Kim Jin-gyu (김진규)

Từng làm trong cơ quan chính phủ và có xuất thân khá khiêm tốn. Cưới con gái một gia đình giàu có, hiện làm chủ công ty sản xuất sàn nhà. Yêu vợ nhưng đôi lúc mệt mỏi vì phải chiều tính cách đỏng đảnh trẻ con của bà.
- Jang Mi-hee (장미희) vai Ko Euna (고은아)

Tiểu thư một gia đình giàu có và danh giá, là người cứng đầu, kiêu ngạo và áp đặt. Không hẳn là người quá xấu tính, bà sống trong thế giới riêng của mình và không biết quan tâm đến người khác. Theo lẽ tự nhiên, bà thấy con dâu Youngmi không xứng với con trai bà.
- Ki Tae-young (기태영) vai Kim Jung-hyun (김정현)

Không giống mẹ, Jung-hyun không bị ảnh hưởng bởi quyền lực và tiền bạc. Yêu Youngmi vì cô không sáo rỗng và tiểu thư giống mẹ. Mặc dù nghe lời mẹ cả đời nhưng lần đầu tiên trong cuộc đời anh chóng lại bà để kết hơn Youngmi.

### Gia đình Jong-won
- Ryu Jin (류진) vai Lee Jong-won (이종원)

Bạn trai Youngsu, là luật sư cùng công ty với cô và đồng thời sống cùng khu chung cư. Từng cố gắng hòa hợp với vợ mặc những mối quan hệ ngoài luồng của cô nhưng sau khi li dị, anh không còn chút cảm giác nào với cô. Ghét hôn nhân vì chuyện quá khứ và thích việc Youngsu cũng ghét kết hôn như mình.
- Yang Jung-ah (양정아) vai Kyung-hwa (경화)

Vợ cũ của Jong-won. Lừa dối chồng và đòi li hôn bằng được nhưng sau đó cố gắng tái hợp với anh và sử dụng con gái là mồi nhử. Là người áp đặt, ích kỉe và dối trá
- Jo Soo-min (조수민) vai Lee Sora (이소라)

Con gái Jong-won và Kyung-hwa, 9 tuổi. Có khi còn áp đặt hơn mẹ ruột.

## Giải thưởng và đề cử
| Năm  | Giải thưởng               | Hạng mục                                    | Người nhận giải  | Kết quả   |
| ---- | ------------------------- | ------------------------------------------- | ---------------- | --------- |
| 2008 | 2nd Korea Drama Awards    | Phim hay nhất                               | Mom's Dead Upset | Đoạt giải |
| 2008 | 2nd Korea Drama Awards    | Giải thành tựu                              | Baek Il-seob     | Đoạt giải |
| 2008 | KBS Drama Awards          | Grand Prize (Daesang)                       | Kim Hye-ja       | Đoạt giải |
| 2008 | KBS Drama Awards          | Top Excellence Award, Actor                 | Baek Il-seob     | Đề cử     |
| 2008 | KBS Drama Awards          | Top Excellence Award, Actor                 | Lee Soon-jae     | Đề cử     |
| 2008 | KBS Drama Awards          | Top Excellence Award, Actress               | Kim Hye-ja       | Đề cử     |
| 2008 | KBS Drama Awards          | Top Excellence Award, Actress               | Jang Mi-hee      | Đề cử     |
| 2008 | KBS Drama Awards          | Excellence Award, Actor in a Serial Drama   | Ryu Jin          | Đề cử     |
| 2008 | KBS Drama Awards          | Excellence Award, Actress in a Serial Drama | Shin Eun-kyung   | Đề cử     |
| 2008 | KBS Drama Awards          | Best Supporting Actor                       | Kim Yong-gun     | Đoạt giải |
| 2008 | KBS Drama Awards          | Best Supporting Actress                     | Kim Na-woon      | Đề cử     |
| 2008 | KBS Drama Awards          | Best New Actor                              | Ki Tae-young     | Đề cử     |
| 2009 | 45th Baeksang Arts Awards | Grand Prize (Daesang) for TV                | Kim Hye-ja       | Đoạt giải |
| 2009 | 45th Baeksang Arts Awards | Best Drama                                  | Mom's Dead Upset | Đoạt giải |
| 2009 | 45th Baeksang Arts Awards | Best Director (TV)                          | Jung Eul-young   | Đoạt giải |
| 2009 | 45th Baeksang Arts Awards | Best Actress (TV)                           | Kim Hye-ja       | Đề cử     |
| 2009 | 45th Baeksang Arts Awards | Best Screenplay (TV)                        | Kim Soo-hyun     | Đề cử     |